# NGC 5077
NGC 5077 (również PGC 46456 lub UGCA 347) – galaktyka eliptyczna (E3), znajdująca się w gwiazdozbiorze Panny. Odkrył ją William Herschel 11 maja 1784 roku. Jest to galaktyka aktywna.